# اکوکو شمال غرب
اکوکو شمال غرب (به لاتین: Akoko North-East) یک سکونتگاه مسکونی در نیجریه است که در ایالت اوندو واقع شده‌است.